# Franz Anton Christoph van der Linden
Franz Anton Christoph van der Linden (* 5. März 1804 in Erfurt; † 7. Juni 1877 in Hamburg) war ein deutscher Kaufmann und Fabrikant.

## Leben
Linden kam als Kaufmann nach Hamburg und vertrat zunächst die königlich preußische chemische Fabrik in Schönebeck. Am 1. März 1828 gründete er unter eigenem Namen eine Fabrik für Chemikalien und Farben. 1836 nahm er Johann Joachim Osewaldt, den Bruder seiner Frau in das Unternehmen auf, das fortan als F. A. C. van der Linden & Co. firmierte. Die Zuckerformen- und Pottfabrik von J. H. B. Osewaldt Witwe wurde übernommen und 1864 trat ein Gesellschafter namens Volger in das Unternehmen ein. Nach dem Austritt von Osewaldt und dem Tod von Volger führte Linden ab 1874 das Geschäft allein fort. Nach Lindens Tod kam die Firma 1879 in Besitz von Ernst August Otto Versmann.
Zur Zeit der Deutschen Revolution 1848/1849 und in den folgenden Jahren war Linden politisch aktiv. Er gehörte der Hamburger Konstituante an. 1849 war er an der Gründung der Gesellschaft „Lesehalle“ beteiligt, die am 8. Mai 1850 in Hamburg an der Adresse Neß Nr. 9 eröffnet wurde. Die Gesellschaft hatte zeitweise etwa 2000 Mitglieder und wurde 1860 aufgrund von Meinungsverschiedenheiten aufgelöst. In der Folge bildeten sich die Gesellschaften „Athenäum“ und „Neue Lesehalle von 1861“.
Linden gehörte von 1859 bis 1862 der Hamburgischen Bürgerschaft als Abgeordneter an.